# 超前-滞后补偿器
超前-滞后补偿器（Lead–lag compensator）是控制系統中的一個元件，可以改善回授或是控制系統中不理想的頻率響應，是經典控制理論中的一個基本元件。

## 應用
超前-滞后补偿器可以應用在機器人、衛星控制、汽車診斷、雷射頻率補償等應用中，是類比控制系統及數位控制系統中的一個重要元件。
若給定待控制系統，可以用補償器來達到較理想的性能規格。P（比例）控制器、I（積分）控制器、D（微分）控制器、PI控制器、PD控制器及PID控制器都可以用來改善系統的特性（例如減小穩態誤差、共振峰值、或上昇時間等）。利用补偿器也可以達到類似的效果。

## 理論
超前补偿器及滞后补偿器都會在開迴路傳遞函數中增加極點-零點對，超前补偿器及滞后补偿器在s域下的的傳遞函數如下：
{\displaystyle {\frac {Y}{X}}={\frac {s-z}{s-p}}}
其中
X為補償器的輸入
Y為輸出
s為複數的拉普拉斯變換變數
z為零點頻率
p為極點頻率
一般而言零點及極點都會有負的實部，也就是在複平面上的左半平面。若是超前补偿器，{\displaystyle |z|<|p|}，其相位為超前的，若是滞后补偿器{\displaystyle |z|>|p|}，其相位為落後。
超前-滞后补偿器是由一個超前补偿器和滞后补偿器串接而得。整體的傳遞函數如下
{\displaystyle {\frac {Y}{X}}={\frac {(s-z_{1})(s-z_{2})}{(s-p_{1})(s-p_{2})}}.}
一般而言{\displaystyle |p_{1}|>|z_{1}|>|z_{2}|>|p_{2}|}，其中z1 和 p1 是超前补偿器的零點及極點，而z2 和p2 是滞后补偿器的的零點及極點。一般超前补偿器是在高頻時提供領先的相位。因此會將極點往左邊移動，加強系統的穩定性及加快響應。滞后补偿器在低頻時提供滞后的相位，以減少穩態誤差。
準確的零點及極點位置需視閉迴路響應的希望特性以及待控制系統的特性而定。不過滞后补偿器的零點及極點需要靠近一些，以避免讓極點右移，會讓反應變慢甚至不穩定。因為滞后补偿器的主要目的是要調整低頻的特性，因此其零點與極點也需要靠近原點。

## 實現
類比及數位的控制系統都可以加上超前-滞后补偿器，實現的方式不同，但其背後的原理都是一樣的。其傳遞函數已經過調整，以和輸入有關的項的和，以及輸入及輸出的積分項的和組成
{\displaystyle Y=X-(z_{1}+z_{2}){\frac {X}{s}}+z_{1}z_{2}{\frac {X}{s^{2}}}+(p_{1}+p_{2}){\frac {Y}{s}}-p_{1}p_{2}{\frac {Y}{s^{2}}}.}
在類比控制系統中，積分器很貴，因此會設法減少需要用到的積分器：
{\displaystyle Y=X+{\frac {1}{s}}\left((p_{1}+p_{2})Y-(z_{1}+z_{2})X+{\frac {1}{s}}(z_{1}z_{2}X-p_{1}p_{2}Y)\right).}

在類比控制系統中，控制信號一般會是電壓或是電流（不過也可以是液壓壓力等）。
在電子式的類比控制系統中，超前-滞后补偿器是由運算放大器的網路組合成積分器或是加權和電路的組合。若是數位控制系統，運算是用數位方式來進行。
用積分方程表示傳遞函數的原因是信號的微分常會將其雜訊放大，而積分信號可以減少雜訊的影響。以數值運算的角度而言，用積分器來實現是最穩定的。

## 直覺的解釋
若要設計超前-滞后补偿器，工程師需考慮系統要改善的部份是否可分類為超前补偿器、滞后补偿器或是兩者的組合（超前-滞后补偿器）。輸入信號的電子響應可以用網路的拉氏變換表示，也就是複數的函數，可以以二個方式來表示。複數函數{\displaystyle F(x)}可以以下式表示{\displaystyle F(x)=A(x)+iB(x)}，其中{\displaystyle A(x)}為函數的實部，而{\displaystyle B(x)}為函數的虛部。
網路的「相角」是{\displaystyle F(x)}的輻角，在左半平面為{\displaystyle \tan ^{-1}(B(x)/A(x))}。若在所有的正負頻率下，輻角均為負值，則網路為「滞后补偿器」，所有的正負頻率下，輻角均為正值，則網路為「超前补偿器」。若在所有的正負頻率下，輻角有正值也有負值，則網路為「超前-滞后补偿器」。

## 外部連結
- Matlab Control Tutorials: lead and lag compensators （页面存档备份，存于）
- lead controller using Matlab
- Lead-Lag Frequency Response at MathPages
- Lead-Lag Algorithms at MathPages